# Joseph-Alexandre-Benjamin Hurault
Joseph-Alexandre-Benjamin Hurault est un homme politique français né le 14 janvier 1750 à Berzieux (Marne) et décédé le 18 août 1812 à Meaux (Seine-et-Marne).
Curé de Broyes, il est député du clergé aux états généraux de 1789 pour le bailliage de Sézanne. Il siège avec le tiers état et prête le serment civique. Il devient ensuite curé de la paroisse Saint-Étienne de Châlons-sur-Marne puis chanoine à Meaux en 1810.

## Sources
- « Joseph-Alexandre-Benjamin Hurault », dans Adolphe Robert et Gaston Cougny, Dictionnaire des parlementaires français, Edgar Bourloton, 1889-1891 [détail de l’édition]